# Евсеенко, Иван Иванович
Ива́н Ива́нович Евсеенко (2 августа 1943, село Займище, Черниговская область — 12 декабря 2014, Воронеж) — советский и российский писатель, педагог и журналист, корреспондент, редактор.

## Биография
Работал учителем в родном селе, корреспондентом районной газеты в Калининградской области, служил в армии. Обучался в Курском педагогическом институте, затем в Литературном институте им. Горького (в семинаре Сергея Залыгина), который окончил в 1973 году.
В 1976 году принят в Союз писателей СССР. Возглавлял отдел прозы журнала «Подъём», в 1997—2006 годах трудился на посту главного редактора журнала.
Проживал в Воронеже. Скончался 12 декабря 2014 года.

## Творчество
Автор многочисленных рассказов и повестей, опубликованных в журналах «Новый мир», «Наш современник», «Москва», «Смена», «Север», «Дон», «Роман-газета» и других. В различных издательствах выпущено более двадцати книг писателя. Произведения Ивана Евсеенко переведены на ряд иностранных языков.

### Избранные публикации
- Современная проза : [Сб.]. — М., 2000. — 80 с. — (Роман-газета : Нар. журн.; ISSN 0131-6044 ; № 11 (1377); Содерж.: Однодворец Калашников: Повесть / И. И. Евсеенко. Шатохи: Рассказ / П. Н. Краснов. Пережитое / А. А. Тер-Маркарьян). — 15 300 экз.
- Евсеенко И. И. Большая пьянка, или День Земли и Урожая : Повесть. — М.: Роман-газ., 2004. — 64 с. — (Роман-газета : Нар. журн. ; № 7; ISSN 0131-6044). — 8500 экз.
- Евсеенко И. И. Была пора отлета : Повесть, рассказы. — Воронеж: Центрально-Чернозёмное книжное издательство, 1979. — 183 с. — (Содерж.: Крик коростеля: Повесть; Рассказы: За тридевять земель; Век живи — век учись). — 50 000 экз.
- Евсеенко И. И. Возле самого синего моря : Повести и рассказы. — М.: Современник, 1986. — 395 с. — (Содерж.: Повести: Возле самого синего моря; Крик коростеля; Дети войны: Повествование в очерках; Рассказы: Домна Григорьевна; До конца жизни). — 100 000 экз.
- Евсеенко И. И. Вознесение : рассказы из цикла «Трагедии нашего времени». — Воронеж: Река Времени, 2008. — 60 с. — (Воронежские писатели : XXI век; Содерж.: рассказы: Старая фотография; Белый танец; Бездна; Ненависть; Однофамильцы; Третий день; Вознесение). — 1000 экз. — ISBN 5-91347-007-9.
- Евсеенко И. И. Дети войны : Рассказы. Очерки. — Воронеж: Центрально-Чернозёмное книжное издательство, 1983. — 263 с. — (Содерж.: Рассказы: Домна Григорьевна; Арина — мать солдатская; Петька; Серафимино счастье; Венец терновый; До конца жизни; Была пора отлета…; Заря вечерняя; Очерки: Не забывайте деда…; Дети войны). — 30 000 экз.
- Евсеенко И. И. До конца жизни : Рассказы. — М.: Современник, 1979. — 271 с. — (Содерж.: Арина — мать солдатская; До конца жизни; По щучьему велению; Домна Григорьевна; Бочка; За тридевять земель; Венец терновый; Серафимино счастье; Заря вечерняя; Солнце над лугом; Петька; Колодец; Сновь-река; Бревенчатый дом). — 100 000 экз.
- Евсеенко И. И. За семью холмами : Повести, рассказы. — Воронеж: Центрально-Чернозёмное книжное издательство, 1986. — 190 с. — (Содерж.: Повести: Шапка Мономаха; За семью холмами; Займищанские рассказы). — 30 000 экз.
- Евсеенко И. И. За тридевять земель : Повести. — М.: Современник, 1983. — 318 с. — (Содерж.: Крик коростеля; Радоница; По щучьему велению; Век живи — век учись; За тридевять земель; Шапка Мономаха). — 100 000 экз.
- Забытое время: Роман. — Воронеж: Из-во им. Е. А. Болховитинова, 2006.
- Евсеенко И. И. Заря вечерняя : Повести и рассказы. — М.: Сов. Россия, 1989. — 429 с. — (Содерж.: Повести: Возле самого синего моря; Крик коростеля; Рассказы: Заря вечерняя; Арина — мать солдатская; Дети войны; Повествование в очерках; Венец терновый; Петька; Бревенчатый низенький дом). — 50 000 экз. — ISBN 5-268-00193-0.
- Евсеенко И. И. Крик коростеля : Повести и рассказы. — М.: Мол. гвардия, 1982. — 320 с. — (Содерж.: Повести: Крик коростеля; Шапка Мономаха; Рассказы: За тридевять земель; Заря вечерняя; По щучьему велению). — 100 000 экз.
- Евсеенко И. И. Однодворец Калашников : Повести. — М.: Мол. гвардия, 1989. — 348 с. — (Содерж.: Над вечным покоем; Шапка Мономаха; За семью холмами; Однодворец Калашников). — 100 000 экз. — ISBN 5-235-00429-9.
- Евсеенко И. И. Паломник ; Седьмая картина : Повести. — М., 2002. — 96 с. — (Роман-газета : Нар. журн., ISSN 0131-6044 ; № 9 (1423)). — 11 930 экз.
- Евсеенко И. И. Петушиные Дворики : Повести. — Воронеж: Центрально-Чернозёмное книжное издательство, 1990. — 543 с. — (Содерж.: Петушиные Дворики; Однодворец Калашников; Шапка Мономаха; За семью холмами; Возле самого Синего моря). — 20 000 экз. — ISBN 5-7458-0171-9.
- Евсеенко И. И. Пока печалятся колокола : [повести и рассказы]. — Воронеж: Центр духовного возрождения Чернозёмного края, 2008. — 589 с. — (Содерж.: повести: Седьмая картина; Смертный час; Сарабанда; Пока печалятся колокола; Ветряные мельницы [и др.]; рассказы из цикла «Трагедии нашего времени»: Возмездие; Победа; Третий день; Новый год; Линия жизни [и др.]). — 500 экз. — ISBN 978-5-91338-014-2.
- Раннею зарёю, вечернею порою…: Повести, рассказы. — Барнаул: Алтайский дом литераторов, 2012. — (Лауреаты Шукшинской литературной премии)— 560 с. — 1500 экз. ISBN 978-5-98550-236-7
- Евсеенко И. И. Солнце над лугом : Рассказы и повесть. — Воронеж: Центрально-Чернозёмное книжное издательство, 1977. — 215 с. — (Содерж.: Надейся и жди: Повесть; Рассказы: Колодец; По щучьему велению; Петька; Серафимино счастье; Перелет снегирей; До конца жизни; Солнце над лугом; Время солить огурцы; Маленькие рассказы). — 15 000 экз.
- Евсеенко И. И. Червонная дама, или Любовь и страдания гроссмейстера Шахова : Повесть. — М., 1996. — 46 с. — (Роман-газета ; № 17 (1287)). — 36 000 экз.
- Затаив дыхание... Повести. — Воронеж: Центр духовного возрождения Чернозёмного края, 2013. — 512 с. — 1000 экз. ISBN 978-5-91338-082-1
- Евсеенко И. И. Пётр и Февронья : повесть // Подъём. — 2013. — № 4. — С. 3-90. — ISSN 0130-8165.
- Евсеенко И. И. Петька: Рассказ. — Литературный оверлок 2017/ №4. Издательство "Издательские решения". ISBN 978-5-44858-878-5

## Награды и премии
Лауреат литературных премий:
- премия им. И. Бунина
- премия им. А. Платонова
- премия Воронежского комсомола имени Василия Кубанева
- премия Олимпийского комитета[источник не указан 1841 день]
- премия им. Василия Шукшина
- Заслуженный работник культуры Российской Федерации.